# Álex Mariñelarena
Alejandro Mariñelarena Mutiloa (ur. 5 października 1992 w Pampelunie) – hiszpański motocyklista.

## Kariera
W 2012 Mariñelarena zadebiutował w MMŚ, był to występ gościnny podczas Grand Prix Aragonii, gdzie zajął 18 pozycję, 2013 to kolejne epizody i już 8 wyścigów na koncie (najlepsza wynik to 14. miejsce w Aragonii).
Wielkie nieszczęście spotkało Hiszpana w 2014, jeszcze przed rozpoczęciem sezonu uległ groźnemu wypadkowi w trakcie trwania prywatnych testów zespołu Tech 3 we Francji, został nawet wprowadzony w stan śpiączki farmakologicznej, sytuacja jednak została opanowana i Álexa wybudzono. W miejsce Mariñelareny awaryjnie wskoczył Ricard Cardús.

### Statystyki
| Sezon | Klasa | Motocykl | 1   | 2   | 3       | 4   | 5   | 6   | 7   | 8       | 9   | 10  | 11  | 12      | 13     | 14     | 15      | 16      | 17      | Poz | Pkt |
| ----- | ----- | -------- | --- | --- | ------- | --- | --- | --- | --- | ------- | --- | --- | --- | ------- | ------ | ------ | ------- | ------- | ------- | --- | --- |
| 2012  | Moto2 | Suter    | QAT | SPA | POR     | FRA | CAT | GBR | NED | GER     | ITA | IND | CZE | RSM     | ARA 18 | JPN    | MAL     | AUS     | VAL     | NS  | 0   |
| 2013  | Moto2 | Suter    | QAT | AME | SPA Ret | FRA | ITA | CAT | NED | GER Ret | IND | CZE | GBR |         |        |        |         |         |         | 27  | 2   |
| 2013  | Moto2 | Kalex    |     |     |         |     |     |     |     |         |     |     |     | RSM Ret | ARA 14 | MAL 19 | AUS Ret | JPN Ret | VAL DNS | 27  | 2   |